# Norma Ford Walker
Pour les articles homonymes, voir Ford (homonymie) et Walker.
Norma Ford Walker (née le 3 septembre 1893 – décédée le 9 août 1968) est une scientifique canadienne pionnière de la génétique médicale. Elle commence sa carrière académique en entomologie, et commence à s’intéresser à la génétique médicale dans les années 1930, et travaille notamment sur le cas des sœurs Dionne. Elle est l’un des membres fondateurs de l’American society of Genetics. De 1947 à 1962, elle est la première directrice du département de Génétique au Toronto Hospital for sick children. Elle est une ardente supportrice des femmes en science, notamment en tant que mentor et superviseure. En 1958, elle est élue membre de la Société royale du Canada.

## Biographie
Fille de Norman W. Ford et Margaret Henrietta Dyke, Norma Henrietta Carswell Ford naît le 3 septembre 1893 à St.Thomas en Ontario. Elle commence des études à l’université de Toronto en 1914 et obtient son doctorat de zoologie en 1923 sous la direction d’Edmund Murton Walker. Durant ses études, elle enseigne des cours de biologie, santé et génétique humaine pour des groupes de femmes, notamment des groupes de guidisme.
Ses premiers travaux de recherches en zoologie des invertébrés s’intéressent notamment à la physiologie et au comportement des Grylloblattidae ainsi que des mouches du genre Wohlfahrtia,,,. En 1937, elle se tourne vers la génétique humaine lorsqu'elle est chargée de déterminer si les cinq sœurs Dionne sont génétiquement identiques. En 1943 elle épouse Edmund Murton Walker, son ancien directeur de thèse.
De 1937 jusqu’à sa mort, Norma Ford Walker poursuit ses recherches en génétique humaine. Elle utilise notamment des dermatoglyphes pour le diagnostic de la trisomie 21. Elle encadre Oliver Smithies et leur collaboration permet la découverte de l’hérédité de l’haptoglobine,.
En 1996, elle est diplômée de l’université Queen’s à titre honorifique pour l’ensemble de ses travaux.